# Monsta X
Monsta X és un grup de nois de Corea del sud format a partir del programa televisiu d'impacte anomenat No.Mercy fet per Starship Entertaiment. El grup és compost de sis membres: Shownu, Minhyuk, Kihyun, Hyungwon, Joohoney, i I.M.
El grup va debutar el 14 de maig de 2015 amb el seu primer EP, Trespass. El març de 2017, Monsta X van enregistrar el seu primer àlbum d'estudi i la part final de la sèrie The Clan Pt. 2.5: El Capítol Final. A l'abril del 2018, la cançó en japonès de Monsta X "Spotlight" va rebre un disc d'or oficial de l'associació de fabricants de discs del Japó.

## Història

### 2014–2015: Formació i debut

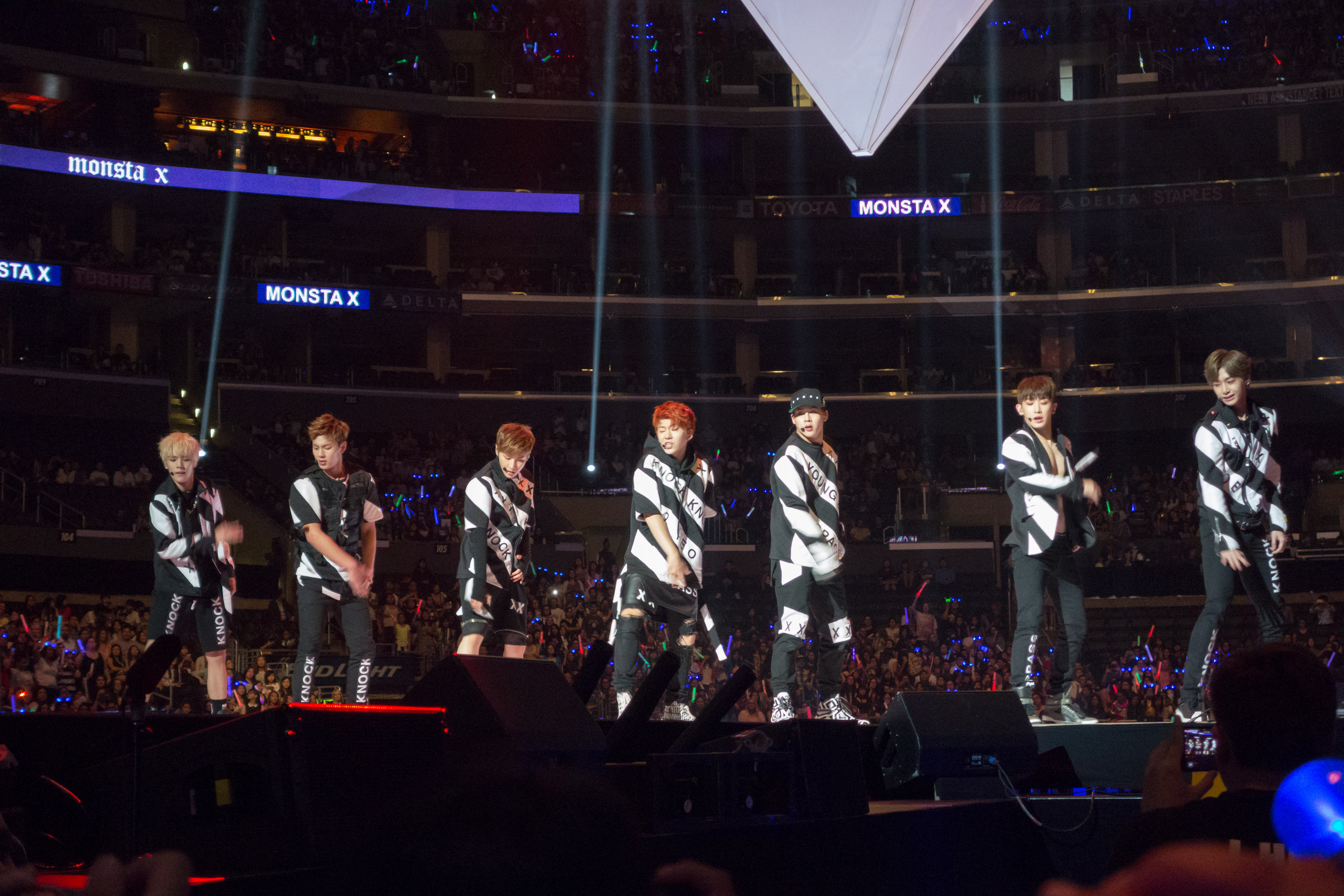
Monsta X al festival KCON 2015 de Los Angeles.

El grup es va formar com el resultat del xou televisiu d'impacte No.Mercy, que va fer l'empresa Starship Entertainment i Mnet el desembre de 2014. Per l'espectacle els participants van treballar directament amb artistes de Starship Entertaiment com ara Rhymer, San E, Giriboy i Geni Nochang. Per la missió final, nou dels membres restants van haver de fer tres grups de tres i a la final hi havia set membres del grup: Shownu, Wonho, Minhyuk, Kihyun, Hyungwon, Jooheon, i I.M, cosa que va ser determinant en l'últim episodi de l'espectacle.
I.M fou l'únic participant que va afegir-se a mig espectacle i va acabar essent triat pel grup. El nom del grup, "Monsta X", té el doble sentit de "els monstres que conquereixen l'escena K-pop" i "La meva estrella" (mon star) si comptem que mon vol dir "el meu" en francès). La ics remet a una existència desconeguda. Joohoney, Hyungwon, i I.M van fer la cançó "Interestel·lar" el 12 de febrer, que Yella Diamond va produir per la missió final del programa.
Monsta X va debutar amb la producció del seu primer EP, Trespass el 14 de maig de 2015. La cançó de títol homònim la va produir en Rhymer, que va dir que era una "cançó dura i fosca que reflecteix el caràcter únic dels Monsta X". Trespass Inclou set pistes diferents, en Jooheon va ser el membre més implicat en la producció de l'àlbum i va compondre diverses cançons, incloent-hi "One love," "Steal your heart" i "Blue moon". I.M també s'hi va implicar i va fer diverses cançons. Kihyun i Wonho van fer lletres de cançons pel disc.
El primer de setembre el grup retorna amb el seu segon EP, Rush. La cançó que du el mateix nom és la que representa l'estil del conjunt musical, la va produir en Giriboy. Keone Madrid va fer la coreografia i Joo Hee-Sun en va dirigir el clip musical. L'àlbum té sis cançons que van produir Mad Clown, Crybaby i Rhymer. Jooheon també va participar-hi cantant rap en cinc de les sis cançons, mentre que I.M va participar en quatre cançons, incloent-hi la principal "Rush". Monsta X també van actuar al festival KCON 2015 de Los Angeles, on van fer la primera actuació als EUA. Monsta X va rebre el premi Next generaction Asian Artist l'any 2015, els Mnet Asian Music Awards i el reconeixement 1theK Performance Award dels premis Melon Music Awards.

### 2016: TheClan Pt. 1 Lost and the clan Pt. 2 Guilty

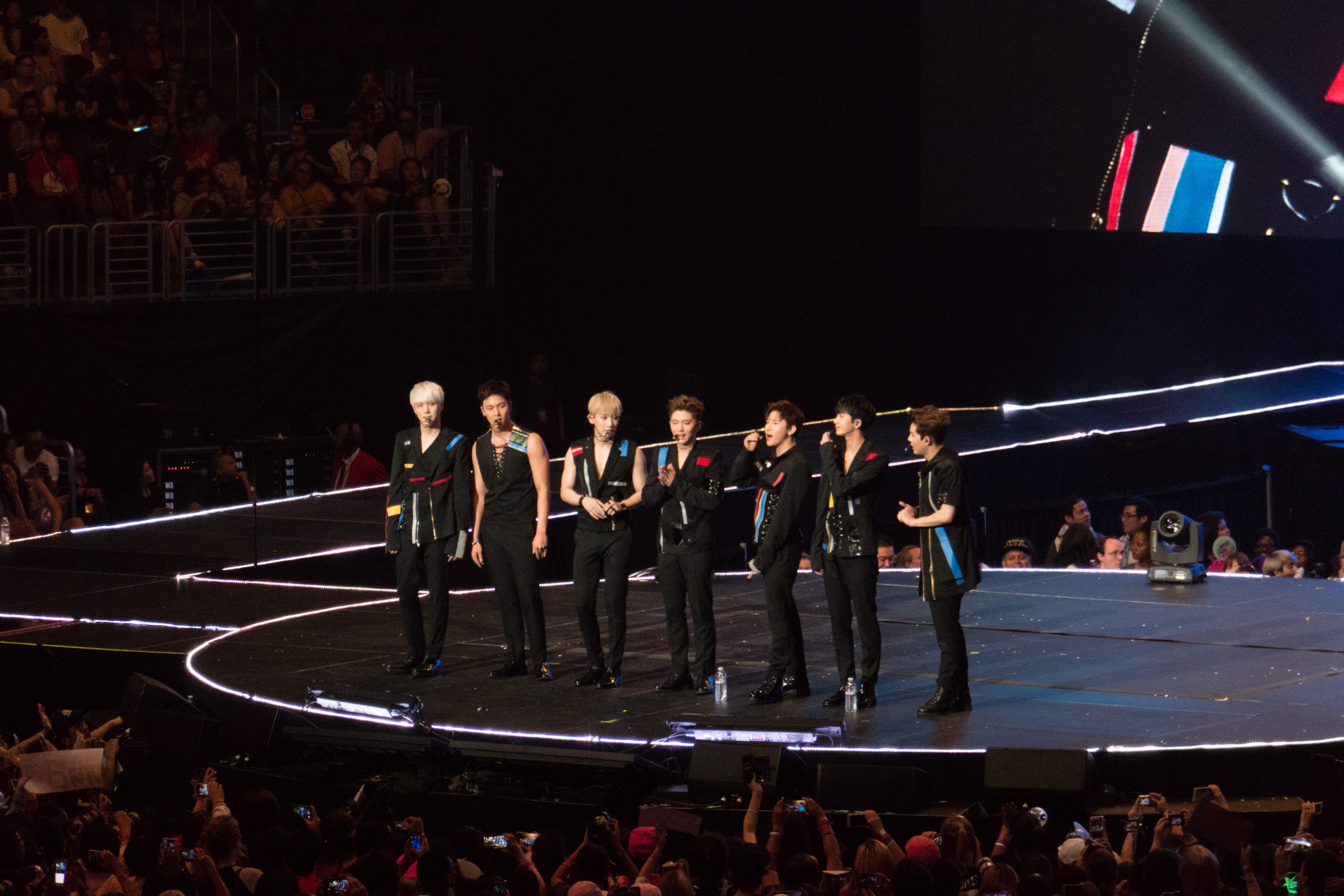
Monsta X al festival KCON 2016 de Los Angeles.

El gener del 2016, el grup va participar en un nou programa de titulat Monsta X Right Now!. A l'abril del 2016, van participar en un xou musical d'impacte xinès que es deia Heroes of Remix, el qual va ser emès el juny a la Jiangsu TV. L'espectacle tractava de fer una competició de remescles en el programa, cada participant rebia una lliçó del seu mentor assignat i actuava fent una remescla de música representativa xinesa. Els Monsta X també han aparegut en una sèrie web xinesa Good Evening, teacher, que va rebre crítiques favorables dels espectadors.
El tercer EP dels Monsta X, The clan pt. 1 Lost va sortir un divuit de maig amb el títol "All in". El director va ser en Shin Dong-keul, guanyador del festival internacional Canada International Film Festival, que és conegut pel seu estil somniador i eufòric quan produeix vídeos musicals. El disc va estrenar-se al número cinc de la llista d'èxits mundial Billboard, on va romandre-hi dues setmanes seguides. El nou de maig el grup va publicar una de les cançons del disc "Ex girl" presentada per Wheein de Mamamoo. El disc és el principi d'un projecte a gran escala anomenat The Clan, que és compost de dues parts i mitja.

Els dies 16 i 17 de juliol del 2016, els Monsta X van fer el primer concert tots sols, The first live X-Clan Origins amb totes les entrades venudes al cap de cinc minuts d'obrir la venda. L'agost del 2016, les col·legues dels Monsta X, les Cosmic Girls es van unir en un projecte de promoció del servei de telefonia de KT i per treure música conjuntament. El quart EP dels Monsta X i la segona part de les The Clan Series es va titular The Clan Pt. 2 Guilty i va sortir el quatre d'octubre. L'EP té sis cançons, una de les quals és "Fighter". El desembre van donar al grup el premi del millor artista masculí del 2016 als premis Mnet de música aisàtica.

### 2017:The Clan Pt. 2.5: The final Chapter, debut japonès i primera gira mundial
El gener, el grup va estrenar l'espectacle Monsta X-Ray a través de JTBC2. El març, els Monsta X van treure el primer disc d'estudi i la part final de la sèrie The Clan Pt. The final Chapter amb la cançó "Beautiful". El disc va estrenar-se al número 1 de la llista mundial d'èxits Billboard amb més de 1.000 còpies venudes en una setmana, cosa que va representar la millor setmana de vendes del grup a Amèrica. Els Monsta X també foren al capdamunt de la llista Billboard Heatseekers i van debutar al número 10. A més, la cançó "Beautiful" va estrenar-se a la posició quarta del la llista Billboard mundial de vendes de cançons.
El 17 de maig els Monsta X van debutar al Japó amb segell nou d'Universal Music, Mercury Records Tokyo. Enregistren la primera cançó "Hero" i una versió japonesa de la cançó "Stuck". "Hero" va arribar al número 2 de la llista Oricon, al número 1 de la llista Tower Records i al primer lloc de la llista Billboard japonesa. “Hero” és l'únic disc estranger del 2017 que ha arribat al capdavant de la llista Oricon del Japó.
El 19 de juny els Monsta X van treure una versió nova de The Clan Pt. 2.5: The final chapter que es va dir Shine Forever i que té les cançons originals del disc i dues cançons extres "Shine forever" i "Gravity". El vídeoclip de "Shine Forever" va sortir el 14 de juny i la cançó inclou un rap escrit per Jooheon i I.M. que combina una base rítmica amb una de hip-hop. El grup va començar la primera gira mundial el juny. Els Monsta X van treure la segona temporada de Monsta X-ray el juliol. El grup també va trure una cançó d'estiu, "Newton" el 27 de juliol. El vídeo de música per la cançó va produir-lo en Yoo Song-kyun de SUNNYVISUAL.
El 23 d'agost van treure la segona cançó "Beautiful". El disc conté la versió japonesa a més de "Ready or not". Va arribar al primer lloc de la llista Oricon. El 7 de novembre 7, va sortir "The code" amb la cançó "Dramarama". El dia del llançament del disc vna fer el xou MONSTA X COMEBACK SHOW-CON al Jangchung Camp. Després, el 14 de novembre van guanyar el seu primer premi de la SBS MTV The show amb "Dramarama". El 18 de desembre, el grup va treure "Lonely christmas" com a sorpresa especial per als aficionats. Aquesta cançó la va escriure, co-compondre i produir en Jooheon.

### 2018: Segona Gira Mundial, disc en japonès iTake.1 Are you there?
El 13 de gener 13 el grup va fer de portador de la torxa en el primer dia de la torxa olímpica de Seül dels jocs olímpics d'hivern de Pyongyang del 2018. El 31 de gener el grup va treure el tercer disc en japonés i la primera cançó original en japonès "Spotlight" amb una altra versió en japonès de la cançó en coreà "Shine forever". Anteriorment havien cantat aquesta cançó a la festa de nadal dels Monsta X del 2017. A més, també van obrir un període de col·laboracions per un temps limitat, del 19 de gener al 18 de febrer a Shinjuku Box.
El 22 de febrer, el compte de Twitter oficial del grup va publicar el cartell de la segona gira mundial i va anunciar que el primer espectacle seria a Seül al Jang Chung Arena el 26 i 27 de maig. El 26 de març el grup va treure el sisè mini àlbum The Connect: Dejavu que té set cançons com ara "Jealousy" o "If Only", coescrita per Wonho, i "Special" coescrita per Jooheon. La cançó que posa el títol del disc la va produir Hayden Bell, Shane Simmons & Harry Sommerdahland. Amb aquest retorn van guanyar una altra vegada un musical de la SBS MTV The show. Fou a l'abril que els Monsta X van cooperar com a models amb Lens Town, una marca d'ulleres i lents de contacte molt coneguda. Els Monsta X van participar activament en el procés de col·laboració amb Lens Town i van produir les seves ulleres, les Monsta X Lent o MnX i van coordinar-ne el disseny i els detalls. Aquestes ulleres es van comercialitzar el maig.
El 25 d'abril van treure el primer disc japonès anomenat Piece amb la cançó principal "Puzzle" a més de presentar les cançons originals que havien anat traient anteriorment en japonès i quatre cançons més. El disc va assolir el primer lloc de la llista Tower Records i el tercer de la llista setmanal Oricon i la llista setmanal japonesa. El 27 d'abril van començar la primera gira en directe pel Japó a Nagoya. El 2 de maig van anar al festival cultural, C-Festival 2018 com a ambaixadors oficials per promocionar-lo, cosa que va organitzar el Ministeri d'Afers Estrangers, l'ambaixada de Tailàndia (Ambaixada de la República de Corea), i Gangnam-gu, l'esdeveniment públic més gran d'una empresa privada a Corea (COEX).
El primer d'agost els Monsta X van publicar un vídeo musical per anunciar la tornada al mercat japonès "Livin' it up". L'àlbum va sortir el 12 de setembre. El primer d'octubre el grup va fitxar com a model per la línia de cosmètics labials Toni Moly. El 4 d'octubre van participar en un patrocini parcial de l'empresa de roba italiana Moncler i la botiga principal de la marca a Minato ward, Tòquio.
El set d'octubre els Monsta X van anunciar el seu segon disc Take.1 Are you there? amb la cançó "Shoot out" que va sortir el 22 d'octubre. Fou el 9 de novembre quan la versió en anglès de la cançó es va presentar.

### 2019:Take.2 We are here. Tercera Gira Mundial, expansió Internacional i separació d'en Wonho
El 20 de gener els Monsta X van anunciar un retorn al febrer amb el tercer disc d'estudi Take.2 We are here amb la cançó principal que es nomia "Alligator". El febrer el grup va confirmar que en Jooheon passaria a dir-se Joohoney a partir d'aquell moment. El març, els Monsta X van col·laborar amb el productor musical Steve Aoki per aquest disc en la cançó "Play it cool" de la versió anglesa.
A més a més, el grup va signar una renovació de cinc anys de contracte amb Litmus com a models d'anunci de l'empresa. L'empresa mare d'aquesta, Starship Entertaiment, va anunciar una gira mundial per 12 països i 18 ciutats.
El 27 de maig el grup va aparèixer en un capítol dels dibuixos animats We Bare Bears.
El 28 de maig el grup va signar contracte amb Epic Records pels enregistraments en anglès i la distribució fora de Corea del sud. El14 de juny van treure una nova cançó en anglès que es diu "Who de U love" col·laborant amb French Montana. El 20 de setembre el grup va treure una altra cançó en anglès que es diu "Love U" i una versió nova de "Who do U love" que va fer l'artista will.i.am.
El 27 de setembre el grup va anunciar s'uniria a la gira iHeartRadio Jingle Ball tour per segona vegada essent protagonistes a tres ciutats: Minneapolis el 9 de desembre, Filadèlfia l'11 de desembre i Nova York el 13 de desembre 13.
El 4 d'octubre el grup va treure una altra cançó en anglès que es titula "Someone's someone" que van escriure membres del grup Before You Exit amb en Shownu dels Monsta X.
El 31 d'octubre 31, Starship Entertaiment va fer una declaració a Twitter que anunciava que en Wonho seria acomiadat per un seguit de raons. L'agència va pendre accions legals contra rumors infundats o maliciosos.

## Membres

### Membres actuals
- Shownu, vocalista
- Minhyuk (민혁) – Vocalista
- Kihyun (기현) – Vocalista
- Hyungwon (형원) – Vocalista
- Joohoney[63] (주헌) – raper
- I.M (아이엠) – raper
- Wonho (원호) – Cantant.

## Discografia

### Àlbums coreans
- The Clan Pt. 2.5: El Capítol Final (2017)
- Take.1 Are you there? (2018)
- Take.2 We are here (2019)

### Àlbums japonesos
- Piece (2018)
- Phenomenon (2019)

## Filmografia

### Animació
| Any  | Xarxa           | Sèrie         | Funció              | Ref.   |
| ---- | --------------- | ------------- | ------------------- | ------ |
| 2019 | Cartoon Network | We Bare bears | Fan d'ells mateixos | [ 64 ] |

### Actuacions televisives
| Any  | Xarxa         | Sèrie                | Funció              | Ref.   |
| ---- | ------------- | -------------------- | ------------------- | ------ |
| 2015 | KBS2          | The producers        | Fan d'ells mateixos | [ 65 ] |
| 2015 | Naver TV cast | High-end Crush       | Fan d'ells mateixos | [ 66 ] |
| 2016 | iQiyi         | Good evening teacher | Fan d'ells mateixos | [ 16 ] |
| 2017 | KBS2          | Hit the top          | Fan d'ells mateixos | [ 67 ] |

### Xous d'impacte
| Any       | Xarxa               | Espectacle                          | Ref.   |
| --------- | ------------------- | ----------------------------------- | ------ |
| 2014–2015 | Mnet                | No.Mercy                            | [ 1 ]  |
| 2014–2015 | 1theK               | Deokspatch                          | [ 68 ] |
| 2015      | 1theK               | Deokspatch X                        | [ 4 ]  |
| 2015      | 1theK               | Deokspatch X²                       |        |
| 2016      | 1theK               | Right Now!                          | [ 14 ] |
| 2017      | V Viu               | No Exit Broadcast                   | [ 69 ] |
| 2017      | JTBC2               | Monsta X-ray                        | [ 27 ] |
| 2017      | JTBC2               | Monsta X-ray 2                      | [ 35 ] |
| 2018      | JTBC2               | Monsta X-ray 3                      | [ 70 ] |
| 2018      | Rakuten Viki        | When you call my name (amb Gallant) | [ 71 ] |
| 2019      | TWOTUCKGOM (투턱곰) | Monsta X Puppy Day                  | [ 72 ] |

## Gires i concerts

### Gires asiàtiques
- The first live "X-Clan origins" (2016-2017)
- Japan first live tour "Piece" (2018)

### Gires mundials
- The first world tour "<i id="mwAgk">Beautiful</i>" (2017)
- The second world tour "The Connect" (2018)
- The third world tour "We are here" (2019)[73]

## Premis
- La llista de premis que ha rebut Monsta X